# Eccellenza Trentino-Alto Adige 2005-2006
Il campionato di Eccellenza Trentino-Alto Adige 2005-2006 è stato il quindicesimo organizzato in Italia. Rappresenta il sesto livello del calcio italiano.
Questi sono i gironi organizzati dal comitato regionale della regione Trentino-Alto Adige, ove il campionato è anche noto con il nome tedesco di Oberliga (letteralmente "lega superiore").

## Stagione
Il campionato di Eccellenza 2005-2006 del Trentino-Alto Adige è stato il quindicesimo campionato di categoria e ha visto la partecipazione di 16 squadre.
Il Porfido Albiano ha vinto il girone con 58 punti e ha ottenuto la promozione diretta in Serie D.
Secondo in classifica il St. Pauls, ammesso ai play-off per la promozione, ma eliminato nella sfida contro la Voluntas Osio Sotto' di Osio Sotto al primo turno.
Ultime tre, quindi retrocesse in Promozione, sono state Predaia, Borgo e Naturns.

## Squadre partecipanti
| Squadra                             | Città                       |
| ----------------------------------- | --------------------------- |
| U.S.D. Alense Vivaldi               | Ala (TN)                    |
| U.S.D. Arco                         | Arco (TN)                   |
| U.S. Benacense 1905 Riva            | Riva del Garda (TN)         |
| U.S. Borgo                          | Borgo Valsugana (TN)        |
| S.S.V. Brixen                       | Bressanone (BZ)             |
| U.S. Comano Terme e Fiavè           | Lomaso (TN)                 |
| F.C. Meran                          | Merano (BZ)                 |
| U.S. Mori Santo Stefano             | Mori (TN)                   |
| S.V. Naturns                        | Naturno (BZ)                |
| U.S. Porfido Albiano                | Albiano (TN)                |
| A.S. Predaia Cassa Rurale d'Anaunia | Taio (TN)                   |
| U.S. Rovereto                       | Rovereto (TN)               |
| S.V. Salurn Raiffeisen              | Salorno (BZ)                |
| S.C. Sport Club Sankt Georgen       | San Giorgio di Brunico (BZ) |
| F.C. St. Pauls                      | Appiano (BZ)                |
| S.V. Stegen Harpf                   | Stegona di Brunico (BZ)     |

## Classifica finale
|  | Pos. | Squadra            | Pt | G  | V  | N  | P  | GF | GS | DR  |
|  | ---- | ------------------ | -- | -- | -- | -- | -- | -- | -- | --- |
|  | 1.   | Porfido Albiano    | 58 | 30 | 16 | 10 | 4  | 45 | 26 | +19 |
|  | 2.   | St. Pauls          | 56 | 30 | 16 | 8  | 6  | 54 | 37 | +17 |
|  | 3.   | St. Georgen        | 53 | 30 | 16 | 5  | 9  | 63 | 36 | +27 |
|  | 4.   | Meran              | 51 | 30 | 15 | 6  | 9  | 49 | 33 | +16 |
|  | 5.   | Mori S.Stefano     | 49 | 30 | 14 | 7  | 9  | 57 | 35 | +22 |
|  | 6.   | Alense             | 49 | 30 | 14 | 7  | 9  | 36 | 22 | +14 |
|  | 7.   | Salurn             | 49 | 30 | 13 | 10 | 7  | 40 | 35 | +5  |
|  | 8.   | Benacense 1905     | 45 | 30 | 12 | 9  | 9  | 50 | 38 | +12 |
|  | 9.   | Brixen             | 44 | 30 | 13 | 5  | 12 | 50 | 44 | +6  |
|  | 10.  | Arco               | 39 | 30 | 10 | 9  | 11 | 39 | 42 | -3  |
|  | 11.  | Comano Terme Fiavè | 38 | 30 | 10 | 8  | 12 | 34 | 44 | -10 |
|  | 12.  | Stegen             | 34 | 30 | 8  | 10 | 12 | 40 | 48 | -8  |
|  | 13.  | Rovereto           | 33 | 30 | 7  | 12 | 11 | 37 | 46 | -9  |
|  | 14.  | Predaia            | 25 | 30 | 6  | 7  | 17 | 27 | 67 | -40 |
|  | 15.  | Borgo              | 19 | 30 | 4  | 7  | 19 | 22 | 55 | -33 |
|  | 16.  | Naturns            | 13 | 30 | 1  | 10 | 19 | 21 | 56 | -35 |

## Verdetti finali
- Porfido Albiano promosso in Serie D 2006-2007.
- Predaia, Borgo e Naturns retrocedono in Promozione 2006-2007.